# Invalsweg
Een invalsweg is een belangrijke weg die aanwezig is in een bebouwde kom en die altijd leidt naar het centrum van die bebouwde kom, of naar andere dorpen, steden of gemeenten.